# 북서부 조례

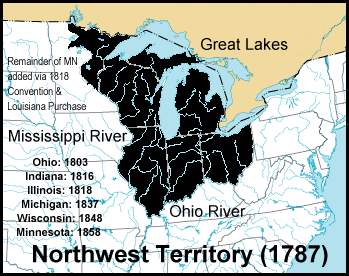
북서부 조례 이후 규정된 북서부 영토.

북서부 조례(영어: Northwest Ordinance)는 1787년 7월 13일에 연합규약 아래의 미합중국 연합회의에서 만장일치로 통과된 법률이다. 정식 조례 이름은 〈오하이오 강 북서부의 미합중국 영토의 통치에 관한 조례〉(An Ordinance for the Government of the Territory of the United States, North-West of the River Ohio)이며, 자유의 조례(Freedom Ordinance)라는 이름으로도 알려져 있다. 1789년 8월 7일, 미국 헌법에 따라 약간의 수정이 가해졌으며, 미합중국 의회에서 인정되었다.
미합중국이 통치하는 최초의 영토(territory)로 오대호의 남쪽 오하이오 강 북쪽과 서쪽, 미시시피강 동쪽 지역을 ‘북서부 영토’라고 규정했다.
이 조례는 대륙회의 또는 이어진 연합회의(이하 중앙 정부)에서 통과된 법령 중에서도, 〈미국 독립 선언〉 이외에 가장 중요한 것이었다. 조례에는 지금까지 존재한 주 확장이 아니라 새로운 주 설립을 인정함으로써 미합중국이 북미 서쪽으로 확대할 수 있는 방향을 결정했다. 이 영토에서의 노예제도를 금지했기 때문에, 애팔래치아산맥과 미시시피강 사이의 지역에서 오하이오 강이 노예 제도를 인정하는 주와 인정하지 않는 주와의 경계가 되었다. 이 구분은 노예 제도를 인정하는 주와 인정하지 않는 주 사이의 세력 관계를 균형을 잡고, 미국 남북전쟁까지 19세기의 미국의 중요한 정치적 문제의 기초가 되었다.

## 역사
〈1763년 파리조약〉으로 영국은 프랑스로부터 북서부 지역을 차지했다. 이 영역을 일반적으로 오하이오 영토라고 하며, 〈1763년 선언〉에 따라 백인의 식민지를 제한해 왔다. 미국 독립 전쟁을 종결시킨 〈1783년 파리 조약〉에서 미국은 이 지역을 영유하게 되었지만, 매사추세츠, 코네티컷, 뉴욕, 그리고 버지니아가 이 지역을 확장한 영유를 주장하게 되고 그 통치 방법을 결정할 필요가 대두되었다. 또한 잔류 영국인에 대한 처우 문제는 1812년의 ‘미영 전쟁’까지 미뤄지게 되었다.
개척자들은 이전부터 이 지역의 개척 이민을 촉구하고 있었지만, 영국의 통치권 상실로 이 영역의 영유권과 정착을 주장하는 주에 의해 정착은 사실상 통제가 되지 못했다.
1784년, 토머스 제퍼슨은 애팔래치아산맥 서쪽의 모든 영토에 대한 각 주의 주장은 철회되어야 하며, 그 지역은 미합중국의 새로운 주를 만들어야 한다는 제안을 했다. 제퍼슨은 이 영토에 사각형의 17개 주를 만들 것을 제안하고, 신생 주의 이름까지도 제안했다. 그의 제안은 채택되지 않았지만, 3년 후 《북서부 조례》의 개념적 토대를 만들게 되었다.

## 조례

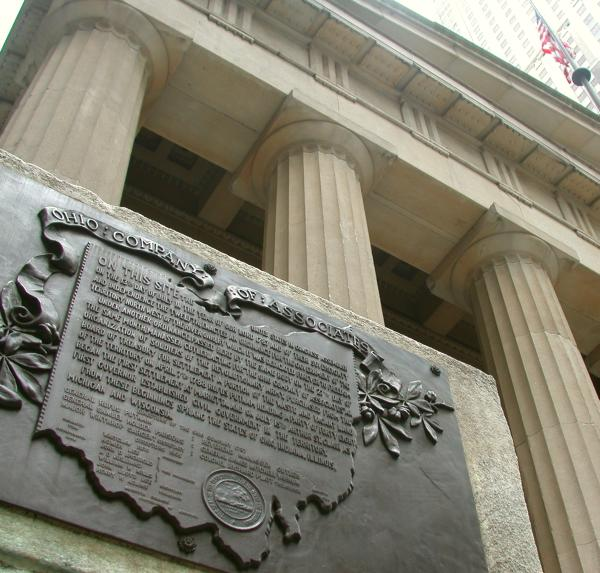
북서부 조례의 통과를 기념하는 명판. 로어 맨해튼의 페더럴 홀

### 주의 주장 기각
이 조례의 채택으로 이 영토에 대한 각 주의 영유권 주장을 기각하고, 중앙 정부가 직접 관리하는 것으로, 영토 내에 새로운 주를 만드는 것을 인정했다. 이것은 일시적이지만, 중앙 정부가 특정 주의 권위를 배제하고 영토를 관리하는 전례를 만든 것으로, 획기적인 사건이었다.

### 주의 신설
조례의 가장 의미 있는 의의는 이 지역에 새로운 주를 설립하는 조건을 제시한 것이었다. 이 영토의 특정 지역의 인구가 6만명을 초과하면, 새로운 주를 설립할 수 있도록 결정했다. 실제로 새로운 주를 설립하는 방식은 1802년 권한부여법으로 정해졌다. 1803년에 이 법에 근거한 최초의 주인 오하이오가 탄생했다.

### 준주 정부의 설립
이 조례는 중앙정부 직할의 북서부 영토의 행정부를 구성할 수 있도록 했다. 이것은 미국이 서부로 확장할 때 새로운 행정부를 구성하기 위한 규범이 되었다.
북서부 영토의 행정부는 3년 임기의 준주 지사가 중앙 정부에 의해 임명되었다. 그 밖에도, 4년 임기의 준주 장관이 1명, 임기 제한이 없는 판사 3명이 선정되었다. 인구가 5천명을 초과하면 입법부를 만드는 것도 가능했다.
1789년, 미국 의회는 작은 수정을 가했다. 즉, 중앙 정부를 대신, 미국 대통령은 미국 상원 의 권고와 동의에 따라 준주의 지사와 관리를 임명하거나, 경질할 수 있도록 했다. 또한 지사가 사망, 부재, 경질 또는 사직한 경우, 준주 장관이 지사의 직무를 대행하도록 했다.

### 시민권의 확립
조례의 시민권 조항은 미국 헌법의 첫 번째 수정 조항 10개조인 권리장전의 선구자가 되었다. 1787년 조례의 이상과 부합하는 많은 항들이 미국 헌법과 권리 장전에 그대로 포함되었다. 북서부 영토는 다양한 법적 권리와 재산권이 법제화되었다. 종교적 관용성이 선언된 “종교, 도덕 및 지식”은 “선량한 정부와 인류의 행복, 학교와 교육 방법에 필요한” 것으로 선언되었다. 헤이비어스 코퍼스(인신보호영장)의 권리가 포함되어 종교 예배의 자유와 과도한 벌금과 잔혹하고 비정상적인 형벌이 금지되었다. 재판에 호소할 수 있는 권리와 법의 소급적용을 금지시켰다.

### 노예제도 금지
조례는 이 지역에서 노예 제도를 금지시켰다. 이 당시 뉴욕과 뉴저지 같은 북동부의 주에서도 노예 제도를 인정하고 있었다. 조례에서 “해당 지역에서의 노예제도 및 비자발적 예속을 허용하지 않는다. 다만, 범죄자에게는 예외로 한다”라고 되어 있었다. 실제로 이 지역에서 노예가 불법으로 소유되고 계약에 따라 예속은 묵시적으로 인정받았다.
미국 남북 전쟁까지 수십 년간 북서부 영토에 1830년대까지 만들어진 노예 제도가 없는 자유주는 남부의 노예주에 미국 의회의 역학 관계를 유지하는 데 사용되었다. ‘루이지애나 매입’과 ‘미주리 타협’ 후 자유주와 노예주의 경계가 되었던 오하이오강은 미시시피강에서 서쪽 로키산맥까지 실질적으로 확장되었다. 자유 주와 노예주의 균형 관계는 이후 일어난 멕시코-미국 전쟁의 결과로 인해 무너지게 되었다.
1850년대 남부 과격파(파이어 이터) 대부분은 북서부 영토에 노예 제도를 금지한 중앙 정부의 권한을 부정했다. 조지 워싱턴 대통령은 노예 제도의 폐지를 주장하지 않았지만, 북서부 영토에서 노예 제도를 금지하는 조항에 서명했다. 워싱턴은 친구인 라파예트에게 보내는 편지에서, 그것이 현명한 선택이라고 말했다. 토머스 제퍼슨과 제임스 매디슨은 중앙 정부가 이러한 권한을 가진다고 믿었다는 취지를 적었다.

### 중서부 지역의 정의
북서부 조례는 1785년의 〈공유지 조례〉와 함께 미국 중서부(더 서쪽) 법적, 문화적인 기반을 정했다. 에이브러햄 링컨과 새먼 P. 체이스가 자유주에서의 법철학을 북서부 조례를 따른 것은 큰 의의를 가지는 것이었다.

### 주 원주민에 대한 영향
북서부 조례에는 미국 원주민에 대해서도 언급하고 있다. “인디언에 대해 항상 최대의 신의를 중요시 한다. 그들의 토지와 재산은 그들의 동의 없이 다룰 수 없다. 토착민들의 재산, 권리 및 자유를 보장하고, 침해해서도, 방해해서도 안된다." 그러나 오하이오의 많은 미국 인디언 종족은 ‘미국 독립 전쟁’ 후에 서명된 조약에서 오하이오 강 북쪽의 땅을 미합중국에 할양한다는 내용을 인정하지 않았다. 북서 인디언 전쟁이라는 분쟁 속에서 쇼니 족의 블루 재킷이나 마이애미 족의 리틀 터틀이 동맹을 맺어 백인 정착을 거절했다. 이 인디언 동맹과 두 번에 걸친 전투에서 800명이 전사하자 (미국 토착민에 의한 합중국 최대의 패배), 조지 워싱턴 대통령은 앤서니 웨인을 새로운 군 지휘관으로 임명하여, 인디언 동맹을 깨고 백인이 영토에 정착하는 것을 허용했다.